# Éléonore de Médicis
Pour les articles homonymes, voir Aliénor et Famille de Médicis.
Éléonore de Médicis (Eleonora de'Medici en italien), née le 28 février 1567 à Florence et morte le 9 septembre 1611 à Cavriana en Italie, fait partie de la famille grand-ducale des Médicis ; elle épousa  Vincent Ier de Mantoue. 

## Biographie

### Enfance
Éléonore de Médicis est la fille du grand-duc François Ier de Médicis et de Jeanne d'Autriche ; elle passa son enfance au palais Pitti, avec sa sœur Marie de Médicis, future reine de France. Elle grandit aussi avec une autre de ses sœurs, Anne et un frère, Philippe, tous les deux morts jeunes. Elle resta seule quelques années avec sa sœur Marie, avant d'épouser Vincent Ier de Mantoue. En 1601, à la naissance de son neveu, le dauphin Louis, futur Louis XIII, la reine Marie la choisit pour devenir la marraine du nouveau-né. Elle le deviendra lors du baptême de l'enfant, le 14 septembre 1606.

### Mariage
Éléonore de Médicis fut duchesse de Mantoue par son mariage avec Vincent Ier de Mantoue, prince italien et duc de Mantoue dont elle est la seconde épouse. Elle l'épousa à Mantoue, le 29 avril 1584.
Elle mit au monde 6 enfants : 
- François, 5e duc de Mantoue, titré François IV, et le 3e duc de Montferrat, titré François II ;
- Ferdinand, 6e duc de Mantoue, et le 4e duc de Montferrat ;
- Guglielmo Dominico Lungaspada (1589-1591) ;
- Marguerite de Mantoue (1591-1632) qui épousa, en 1606, Henri II de Lorraine (1563-1624), duc de Lorraine ;
- Vincent, le 7e duc de Mantoue, titré Vincent II, et le 5e duc de Montferrat, titré Vincent II ;
- Éléonore de Mantoue (1598-1655) qui épousa, en 1622, Ferdinand II (1578-1637), empereur germanique

Éléonore de Médicis mourut le 9 septembre 1611, à l'âge de 44 ans, un an avant son époux.